# HaLo (シンガーソングライター)
HaLo（ハロ）は、日本のシンガーソングライター。宮城県出身。

## 概要
OOPARTS（オーパーツ）、Halfway Music（ハーフウェイミュージック・恩田快人プロデュース）、Obiwans（オビワンズ）等、バンド形式、ユニット形式での活動もしている。
2015年3月25日に7曲入りミニアルバム「A Little Twinkle Star 」をリリース。制作より5年間でYouTubeに公開された「anata」のMVが80万回を超えたことによりレーベル ｢Village Again ｣ より音源化。2016年10月時点では100万回超。同MV（人生で迷ったら思いだして欲しい言葉）は、ミニアルバムのマスタリング制作段階で友人が遊びで作った名言集動画であり、実際は正式なMVとしての位置づけとはなっていない。「楽曲のプロモーションになれば」と、友人が「名言集」として制作後、ニコニコ動画に公開。YouTubeのものはそれを第三者が無断転載したものであるが、現在もニコニコ動画の本家を抜いて再生回数を伸ばしている。

## ディスコグラフィ
Halfway Music
| レーベル           | 発売日        | タイトル                              | 品番・その他                                 |
| ------------------ | ------------- | ------------------------------------- | -------------------------------------------- |
| dedication records | 2005年5月18日 | Halfway Music                         | DWCA-3 [Album CD] 恩田快人プロデュース       |
| dedication records | 2006年2月08日 | YOSHIHITO ONDA WORKS at D/R 2001-2006 | DWCA-6 [Album CD] コンピレーション・アルバム |

HaLo(ソロ名義)
| レーベル      | 発売日         | タイトル              | 品番・その他                      |
| ------------- | -------------- | --------------------- | --------------------------------- |
| インディーズ  | 2010年10月28日 | Blue Shower           | wonderGoo主要店舗にて数量限定発売 |
| Village Again | 2015年3月25日  | A Little Twinkle Star | ZLCP-0206                         |